# Tore Ruud Hofstad
Tore Ruud Hofstad, né le 9 août 1979 à Eidsvoll, est un skieur de fond norvégien. Il est quadruple champion du monde en relais et vice-champion du monde de la poursuite en 2003.

## Palmarès

### Jeux olympiques
- 5e du relais 4 × 10 km aux Jeux de Turin en 2006.

### Championnats du monde
| Épreuve / Édition  | Épreuve / Édition             | Val di Fiemme 2003 | Oberstdorf 2005 | Liberec 2009 |
| Sprint classique   |                               |                    |                 |              |
| Sprint par équipes | Sprint par équipes            |                    | Or              |              |
| 10 km              |                               |                    |                 |              |
| 15 km              | Classique                     |                    |                 |              |
| 15 km              | Libre                         |                    | Bronze          |              |
| Poursuite          | 15 km classique + 15 km libre |                    |                 | 34e          |
| Poursuite          | 2 × 10 km                     | Argent             |                 |              |
| 50 km Libre        | 50 km Libre                   | 34e                |                 | DNS          |
| Relais 4 × 10 km   | Relais 4 × 10 km              | Or                 | Or              | Or           |

### Coupe du monde
- 31e du classement général de la coupe du monde 2007.
  - 14 podiums dans épreuves de la Coupe du monde.
    - 4 podiums en individuel dont 1 victoire (15 km libre à Kuusamo en 2005).
    - 10 podiums en épreuve par équipe dont 5 victoires.

#### Championnat du monde junior
- Saalfelden, 1999 : Médaille d'argent du 30 km style libre.

 Palmarès au 16 mars 2009 